# بولشایا اوسورکا
بولشایا اوسورکا (روسی: Большая Уссурка) یک رودخانه در سرزمین پریمورسکی کشور روسیه است.